# Capilla Della Rovere (Santa Maria del Popolo)

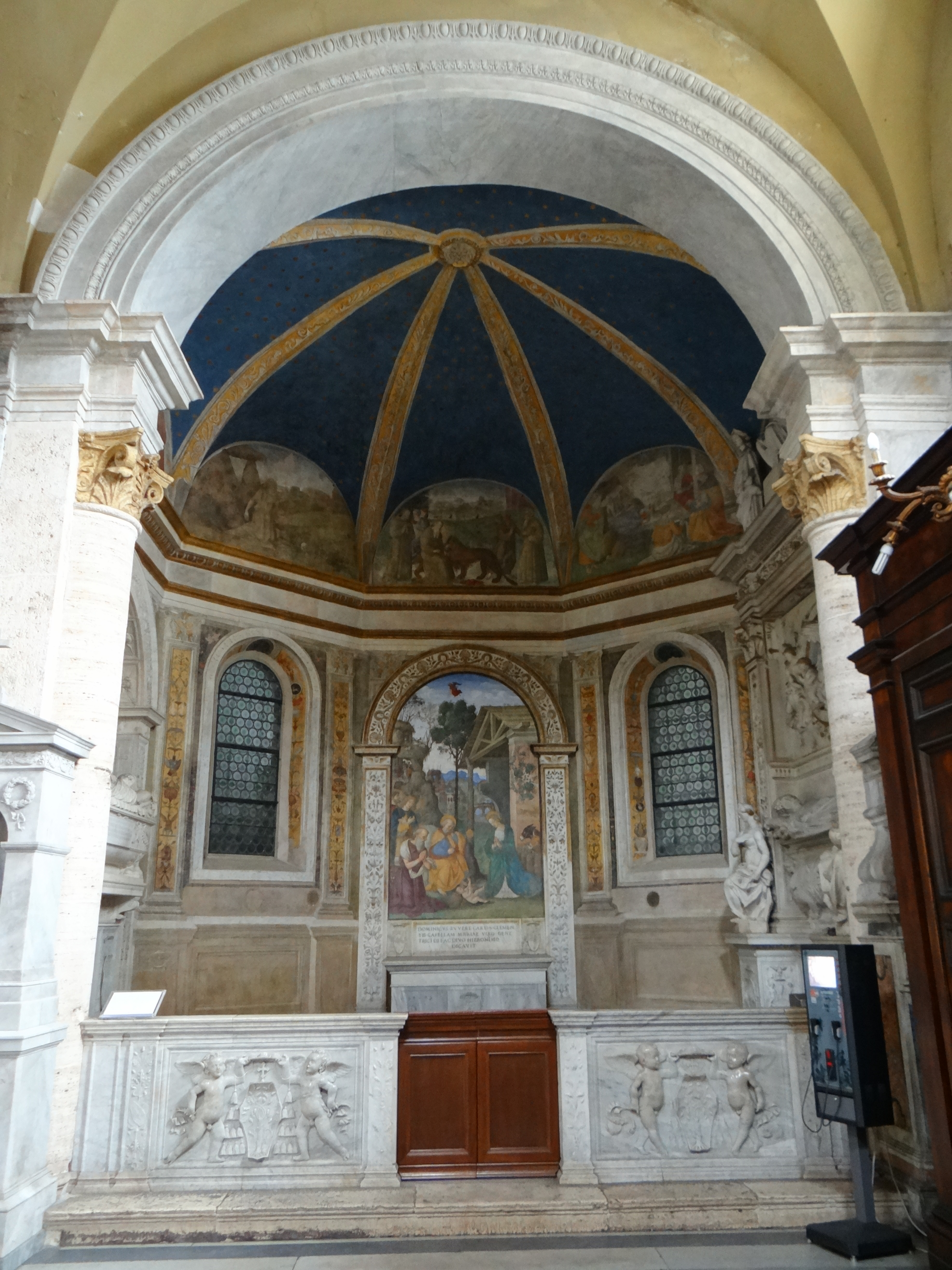
Vista de la capilla

La capilla Della Rovere o de San Jerónimo, o bien la capilla de la Natividad (en italiano: cappella del Presepio o cappella di San Girolamo) es la primera capilla lateral de la nave sur de la Basílica de Santa María del Popolo en Roma. Estaba dedicada a la Virgen y a San Jerónimo y decorada con las pinturas de Pinturicchio y sus alumnos. Es uno de los monumentos mejor conservados del arte del Quattrocento en Roma.

## Historia
La capilla fue comprada por el cardenal Domenico della Rovere en 1477 tras la reconstrucción de la iglesia por su pariente, el papa Sixto IV. El interior de la capilla, con la tumba del cardenal Cristoforo della Rovere (†1478), el altar de mármol y la decoración pictórica se realizaron en los años siguientes. Los frescos se atribuyen a Pinturicchio y su escuela. Según la datación tradicional, trabajó en la capilla de 1488 a 1490, en la misma época en que realizó los frescos del Palacio Della Rovere (actual Palacio de los Penitentes) para el cardenal.
Otros estudios, por ejemplo los de Strinati (1995), han propuesto una fecha anterior, antes de la capilla Bufalini de Santa Maria in Aracoeli, oscilando entre la década de 1470 y 1482, apoyados por el epígrafe dedicatorio del cardenal que no informa de su título de arzobispo de Turín que sólo obtuvo en ese año.
La capilla cambió poco a lo largo de los siglos, pero sufrió una importante alteración cuando la tumba de Juan de Castro fue trasladada aquí desde su lugar original en la contrafachada. Esto ocurrió durante la reconstrucción general de la basílica por el Papa Alejandro VII en 1655-61. La decoración pintada original de la quinta pared está oculta detrás del gran monumento.

## Descripción

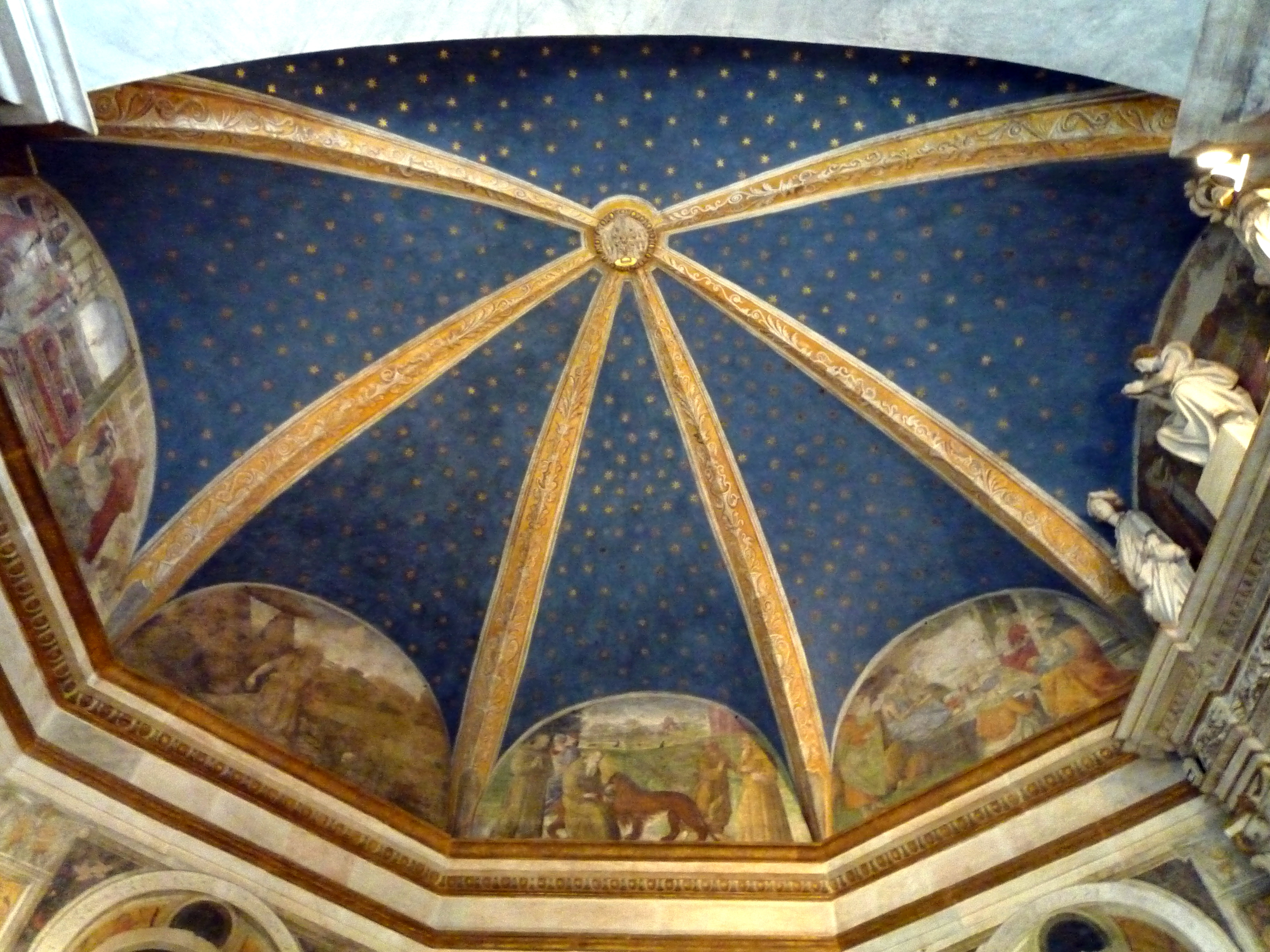
Bóveda de crucería del gótico tardío

La capilla es hexagonal con una bóveda de crucería sexpartita. Las paredes laterales están articuladas por pilastras corintias pintadas y decoradas con grotescos, que descansan sobre un zócalo monocromo. Los nervios y los listones de las dos ventanas en arco están decorados con grotescos similares. El retablo principal, La Adoración del Niño con San Jerónimo, es una exquisita obra autógrafa de Pinturicchio. Las losas de mármol del parapeto están decoradas con el escudo del cardenal Della Rovere sostenido por dos putti. El arco de entrada está sostenido por medias columnas de travertino, similares a otras medias columnas originales de la basílica. Tienen capiteles corintios con un motivo de palmetas entre las volutas y fueron pintados de oro (son los únicos capiteles de la basílica sin una capa de yeso posterior).
Los grutescos policromados sobre fondo amarillo-oro son de la más alta calidad y fueron realzados por una limpieza en la década de 1990. El rico repertorio de figuras contiene máscaras, cisnes, camellos, conchas, instrumentos musicales, etc. Fueron pintados por un pictor doctus con una facilidad comparable a la de los artistas de la época imperial. Por lo tanto, se atribuyen a la mano del maestro que puso en práctica un experimento audaz, uno de los más exitosos de su tipo.
Claudia La Malfa afirma que los grotescos de las pilastras se inspiraron claramente en los pintados en la Domus Aurea (la llamada Sala de Aquiles en Skyros) y que la decoración de las paredes fue ejecutada no más tarde de 1479, es decir, antes de la construcción de la tumba de Cristoforo Della Rovere. En este caso, podrían ser de las más tempranas de su tipo en Roma.

### Bóveda y lunetos

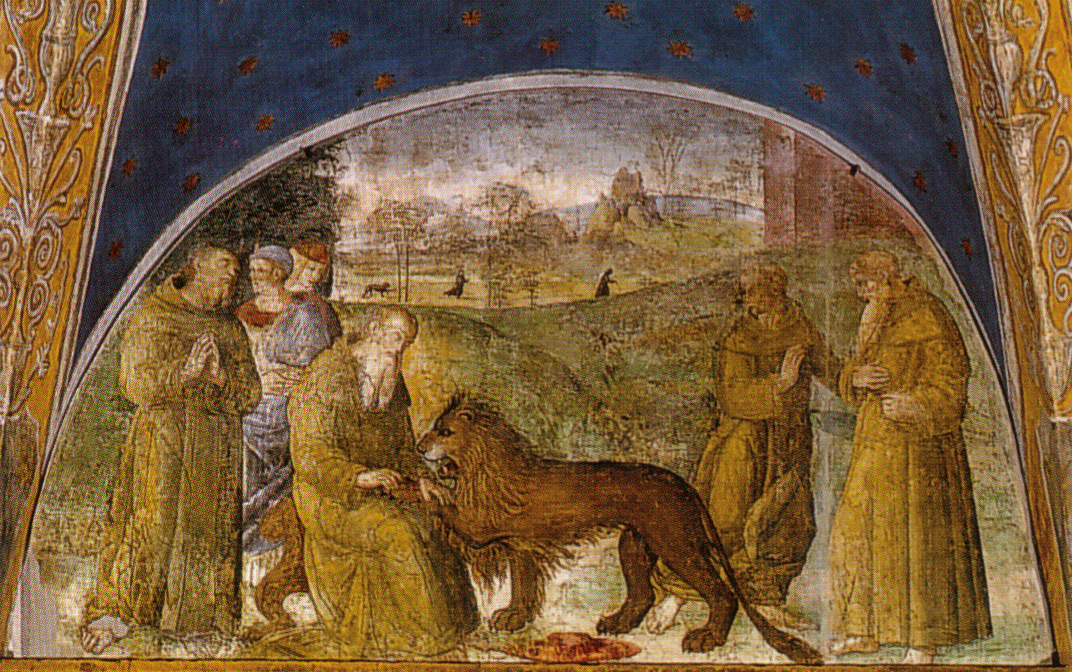
San Jerónimo extrayendo una espina de la pata de un león

La bóveda estaba decorada con delicados motivos all'antica antes de ser cubierta con una alfombra azul y estrellas doradas debido a su mal estado. En los lunetos hay cinco frescos de la Vida de San Jerónimo, desprendidos y trasladados al lienzo en el siglo XVIII. Las escenas son:
- San Jerónimo debatiendo la virginidad perpetua de María con el hereje Helvidius
- San Jerónimo en el desierto
- San Jerónimo extrayendo una espina de la pata de un león
- San Jerónimo en su estudio con San Agustín
- La muerte de San Jerónimo

Este último estaba escondido detrás del monumento de Giovanni de Castro, colocado allí en el siglo XVII, y fue descubierto recientemente: quizás este sea el retrato del cardenal Della Rovere mencionado por Giorgio Vasari .
Las pinturas de lunetos están desgastadas y sólo se puede apreciar su estructura compositiva general que según Strinati estuvo influenciada por los pintores romanos de la época: Piermatteo d'Amelia y Antoniazzo Romano. Algunos niegan la autenticidad de los lunetos atribuyéndolos al ayudante Tiberio d'Assisi. Las pinturas originalmente estaban ricamente doradas como lo demuestra la presencia de cera roja en los bordes de las prendas que servían de soporte para las hojas de metal precioso.

### La Adoración del Niño

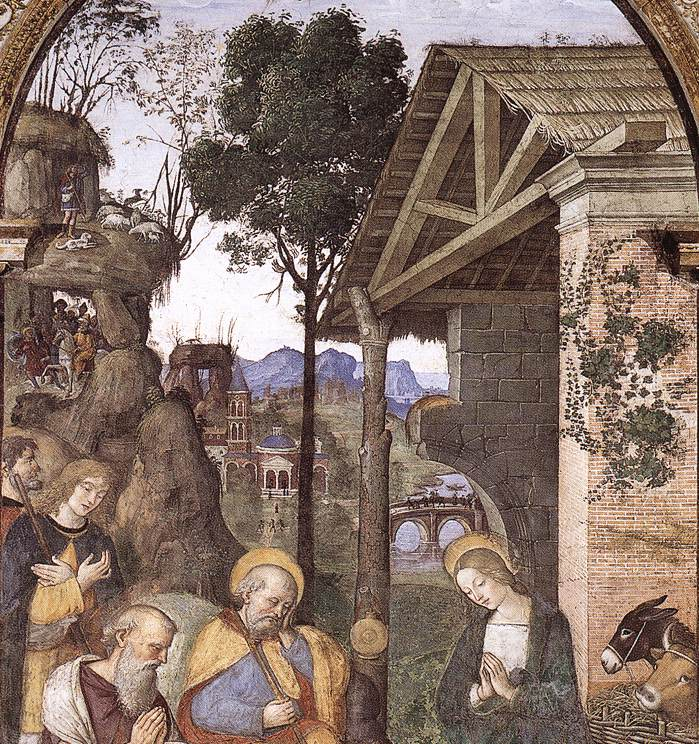
La Adoración del Niño (detalle)

La Adoración del Niño con San Jerónimo se encuentra sobre el altar mayor, enmarcada por un arco de mármol tallado y dorado. Siempre se ha considerado una obra autógrafa de Pinturicchio, cuya maestría fue confirmada durante la restauración. Delante del establo de la Natividad, parcialmente arruinado y con las paredes construidas con distintos materiales (que simbolizan las religiones judía y pagana anteriores al surgimiento del cristianismo), y con un techo de celosía visto desde abajo, se ve a la Sagrada Familia junto a San Jerónimo y los pastores adorando al Niño. Jesús descansa sobre un haz de trigo, referencia al pan de la Eucaristía. A la derecha, el buey y el asno están en un corral detrás de una valla construida con ramas tejidas, mientras que José está representado en una típica postura inactiva que alude a su papel de mero guardián de María y Jesús, sin participar activamente en la procreación. El rico fondo se desvanece en la distancia según las reglas de la perspectiva que hace que las cosas aparezcan lejanas y difuminadas en colores azulados por efecto de la bruma; está poblado por una ciudad a orillas de un lago y una serie de fantásticos espolones rocosos, creando un escenario atmosférico para la procesión de los Reyes Magos y el anuncio angélico a los pastores, situado en la parte superior central. En el centro, un árbol extremadamente esbelto actúa como pivote del fondo y separa las dos partes, recreando el equilibrio.
Los detalles pictóricos más bellos son las cabezas de María y el Niño; la vivacidad de las miradas y los gestos recuerda la Adoración de Antoniazzo Romano.
La placa de dedicación de la capilla está colocada en el centro de la base entre dos escudos de Della Rovere con el sombrero del cardenal:
DOMINICVS RVVERE CARD[INALI]SS[ANCTIS] CLEMENTIS CAPPELLA MARIAE VIRG[INIS] GENETRICI DEI AC DIVO HIERONIMO DICAVIT.
Domenico della Rovere, el cardenal de San Clemente dedicó esta capilla a la Virgen María, madre de Dios, y a San Jerónimo

### Esculturas
La tumba del cardenal Cristoforo della Rovere, obispo de Tarentaise (fallecido en 1478) es uno de los mejores monumentos funerarios esculpidos del siglo XV en Roma. Es obra de Andrea Bregno pero el relieve de la Virgen y el Niño en el luneto se atribuye a Mino da Fiesole. Según la inscripción, la tumba fue preparada por Domenico della Rovere para su hermano y para él (c. 1479). El monumento funerario de Jorge da Costa en la Capilla Costa muestra una gran similitud con esta tumba.
La otra tumba de la capilla es el sepulcro del cardenal Juan de Castro, fallecido en 1506. La obra de Francesco Sangallo, del siglo XVI, se compara a veces desfavorablemente con el soberbio monumento de Della Rovere: "Con sus inquietos ángeles ostentosos, su pretenciosa ornamentación, sus Virtudes acomplejadas, su total falta de reposo tranquilo y reflexivo, tiene en él todos los elementos de la decadencia que iba a alcanzar a la escultura italiana antes de que se apagara el siglo".
En el pavimento se encuentra la lápida de la familia Venuta. La losa está decorada con el escudo de armas de la familia (dos mazas cruzadas), y tiene un marco renacentista con grabados florales.

## Galería

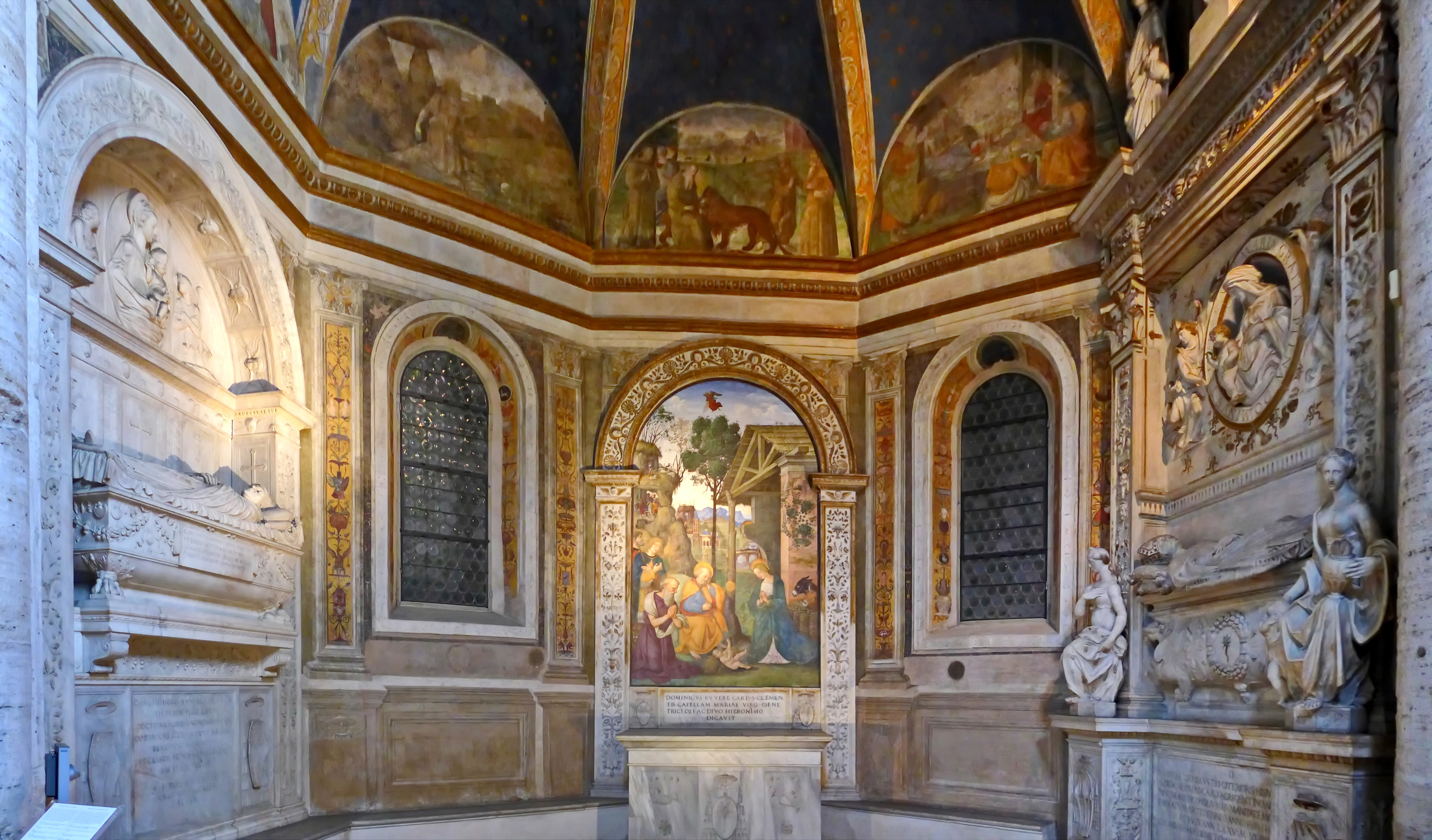
Vista general con el altar y las tumbas
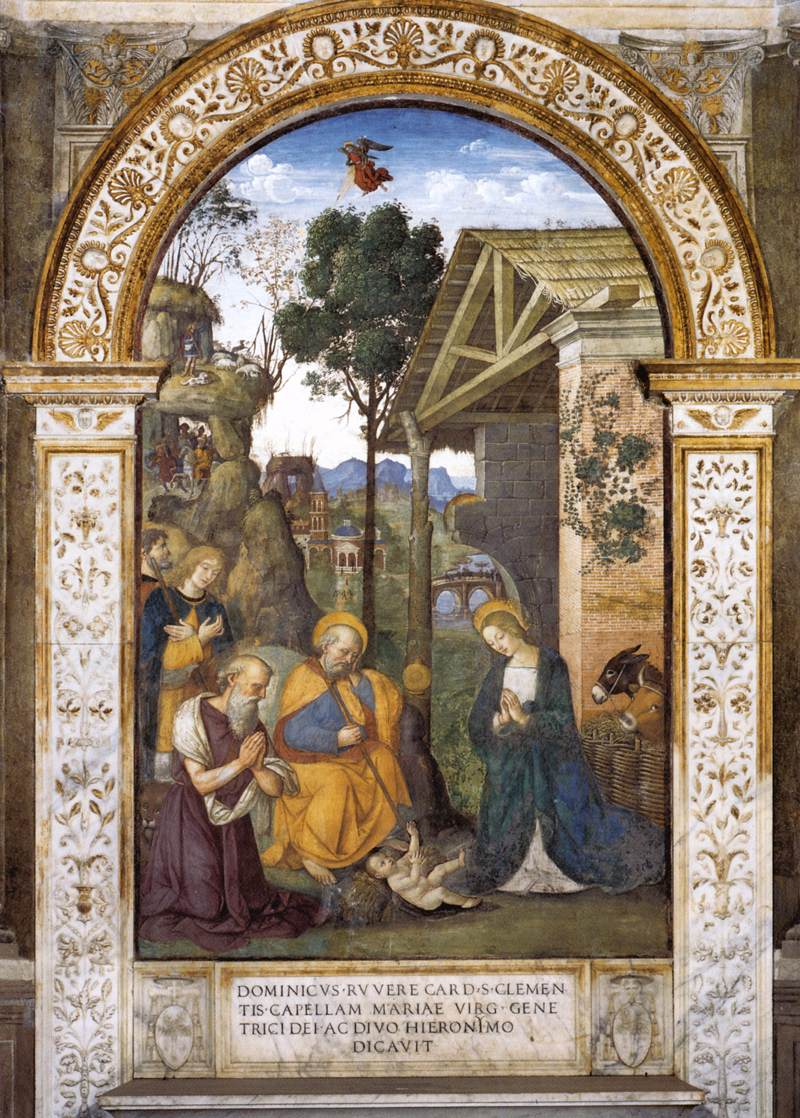
La Adoración del Niño con San Jerónimo de Pinturicchio
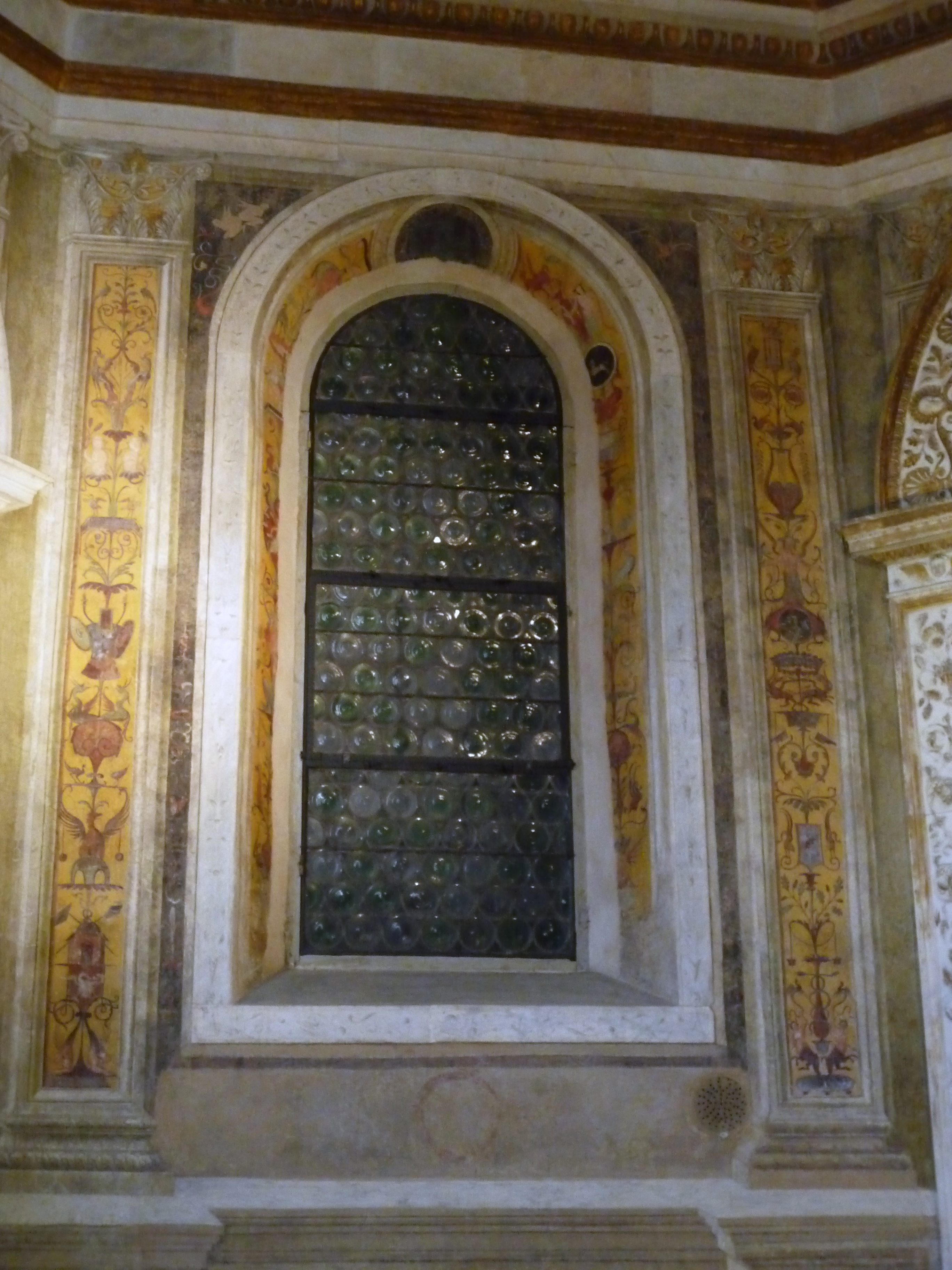
Decoración grotesca pintada por la escuela de Pinturicchio
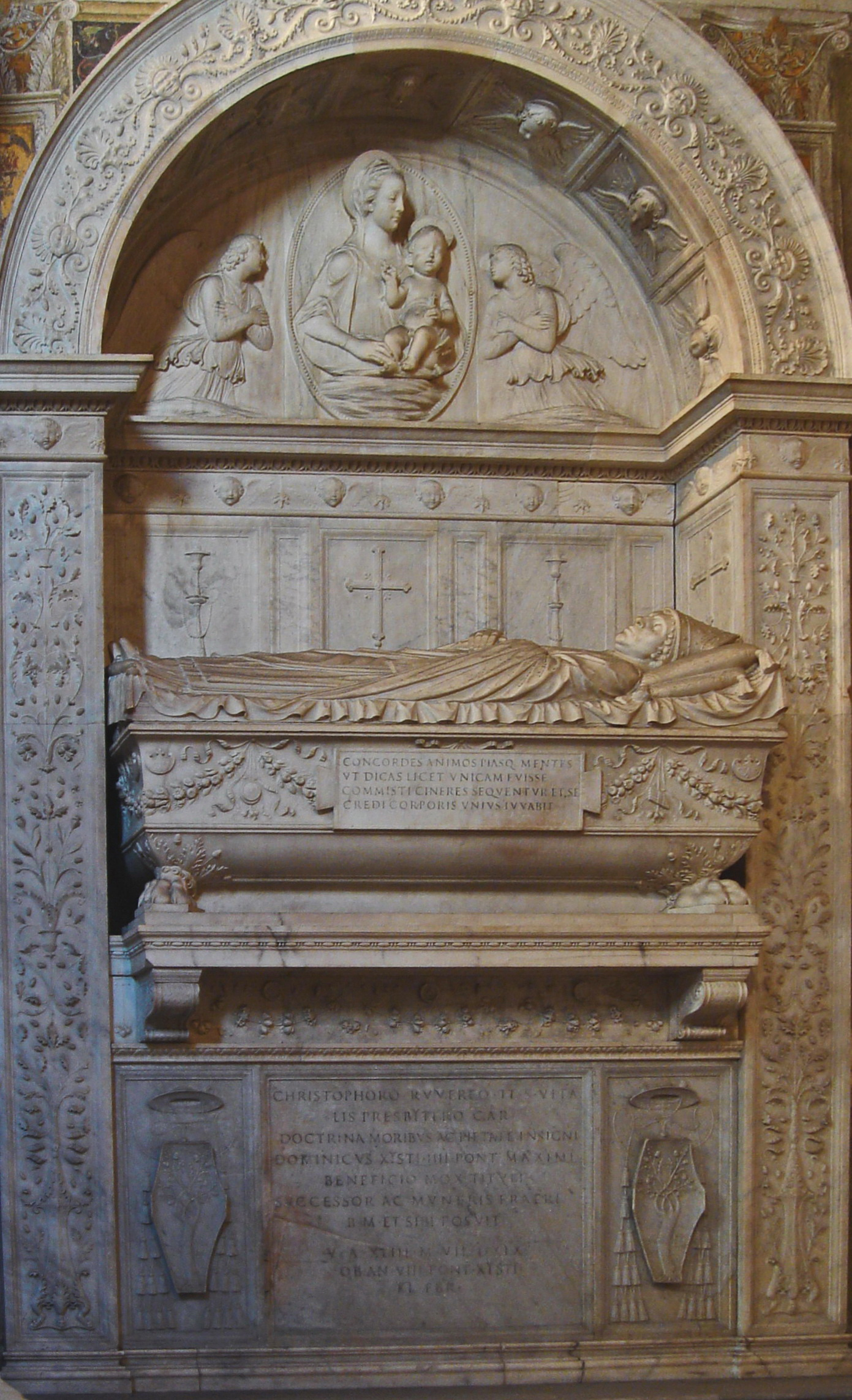
La tumba del cardenal Cristoforo della Rovere por Andrea Bregno y Mino da Fiesole
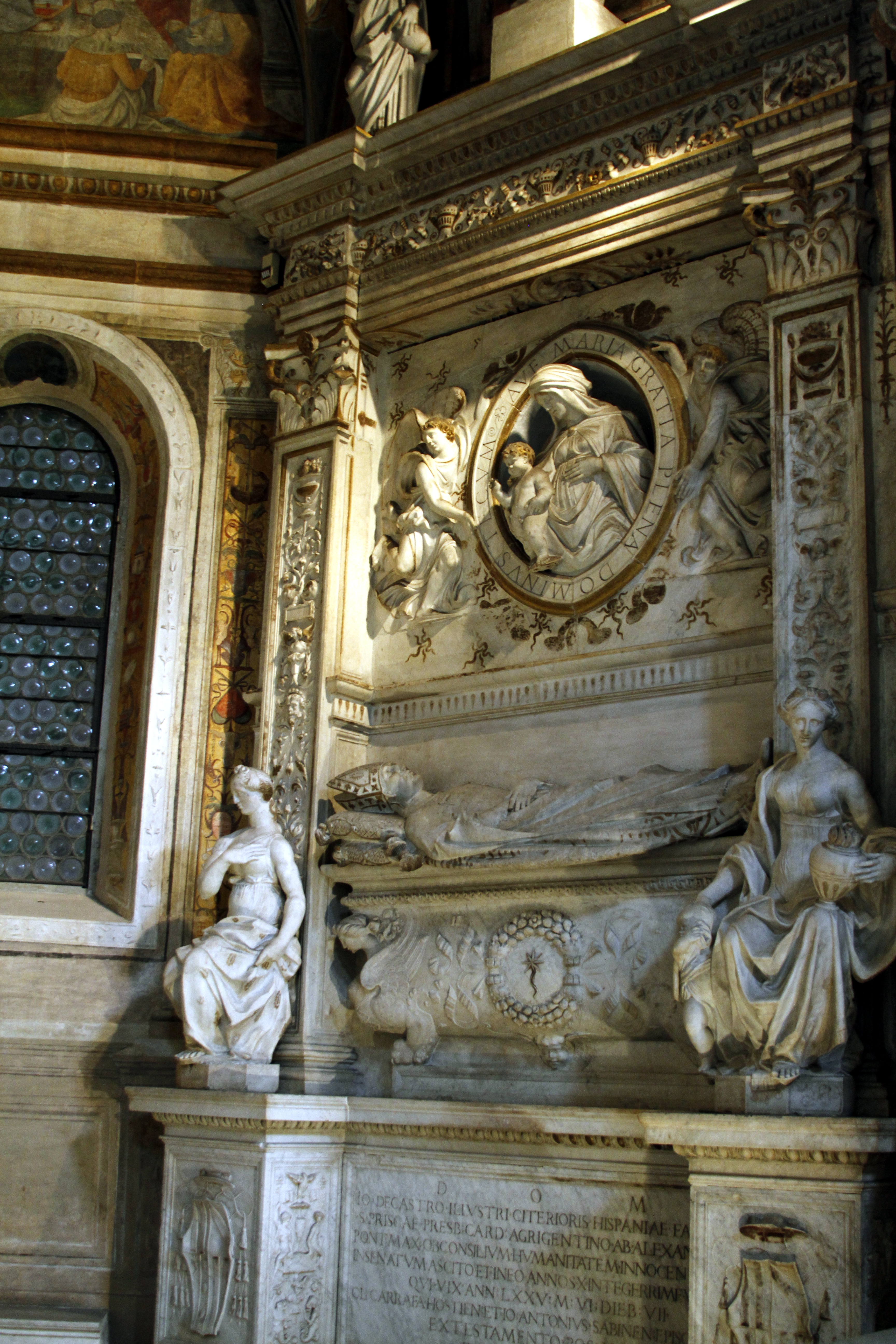
Monumento funerario de Giovanni da Castro por Francesco da Sangallo
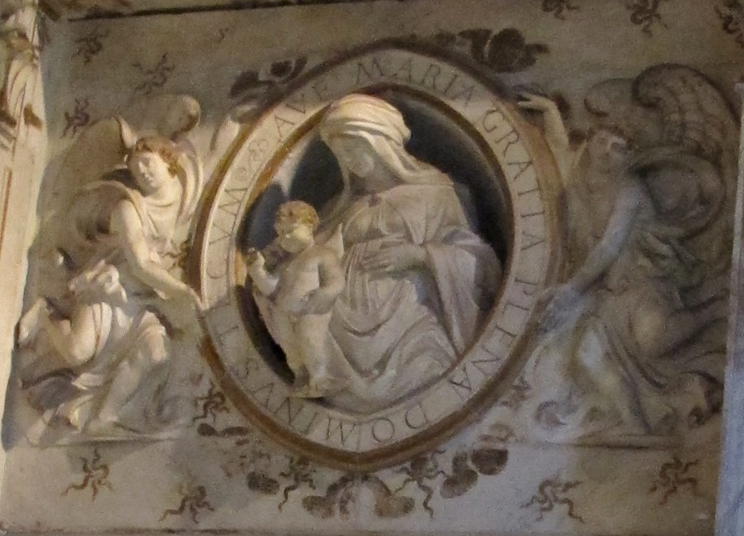
Monumento funerario de Giovanni da Castro (detalle)
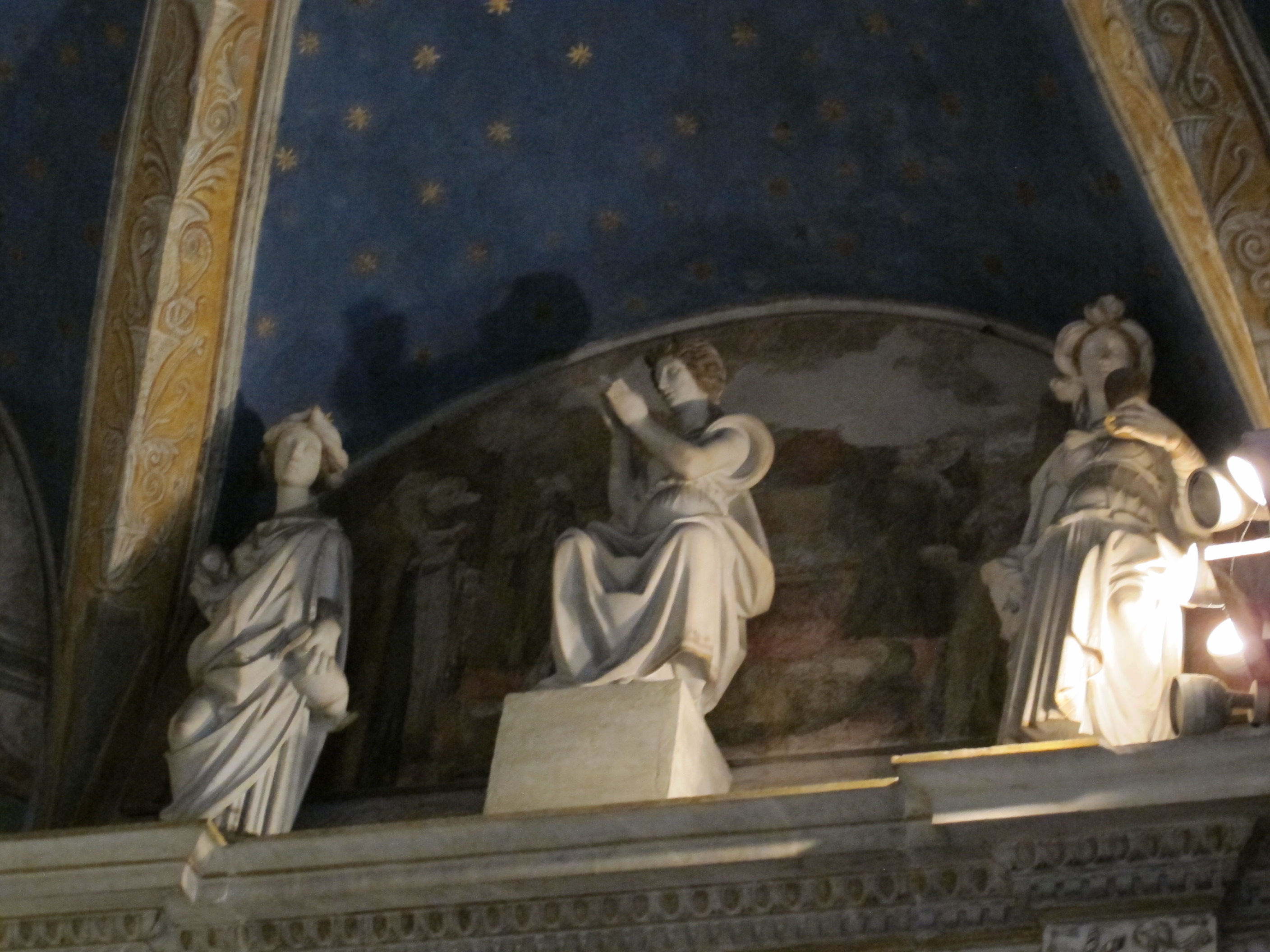
Monumento funerario de Giovanni da Castro (detalle)
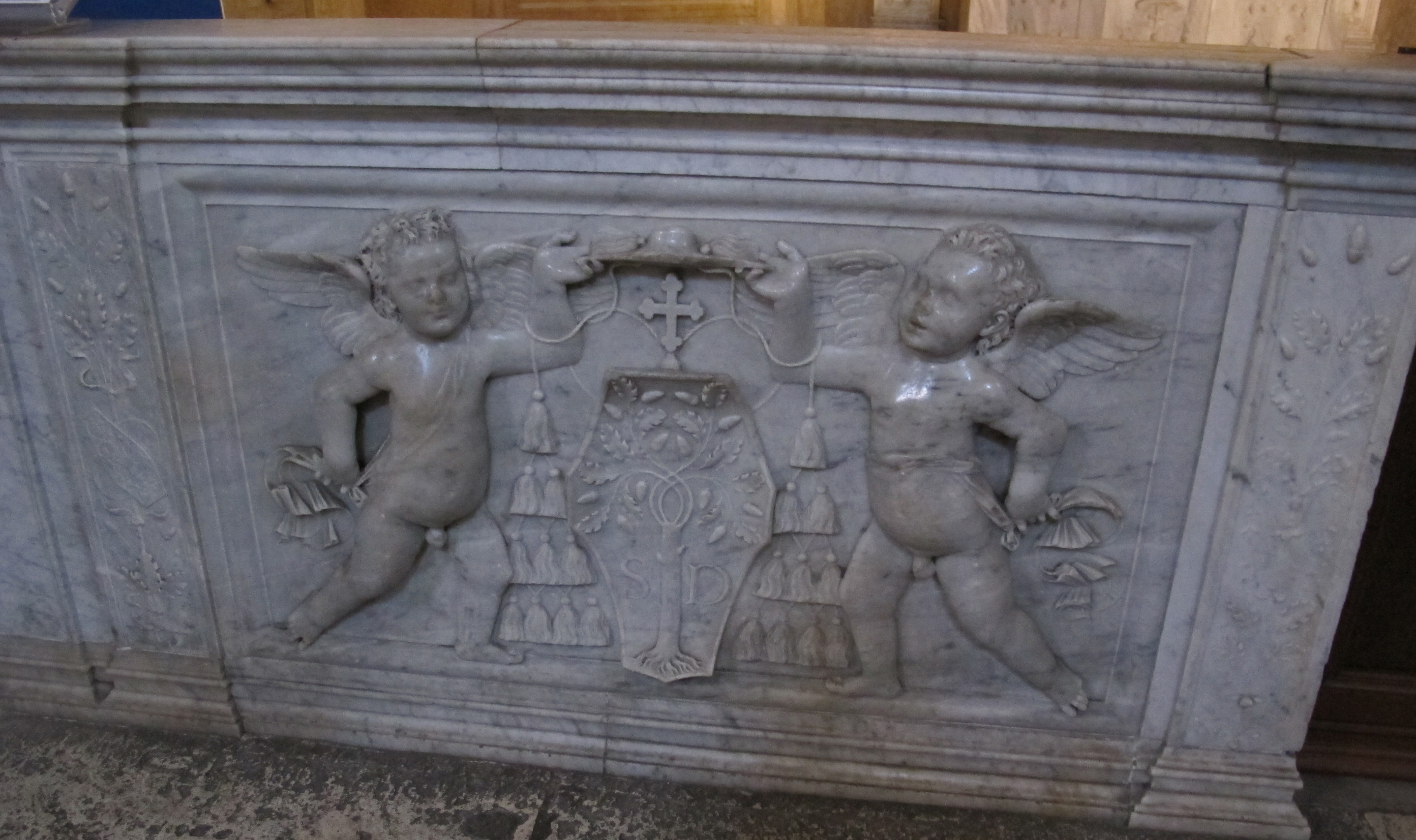
Balaustre con el escudo de armas de Della Rovere
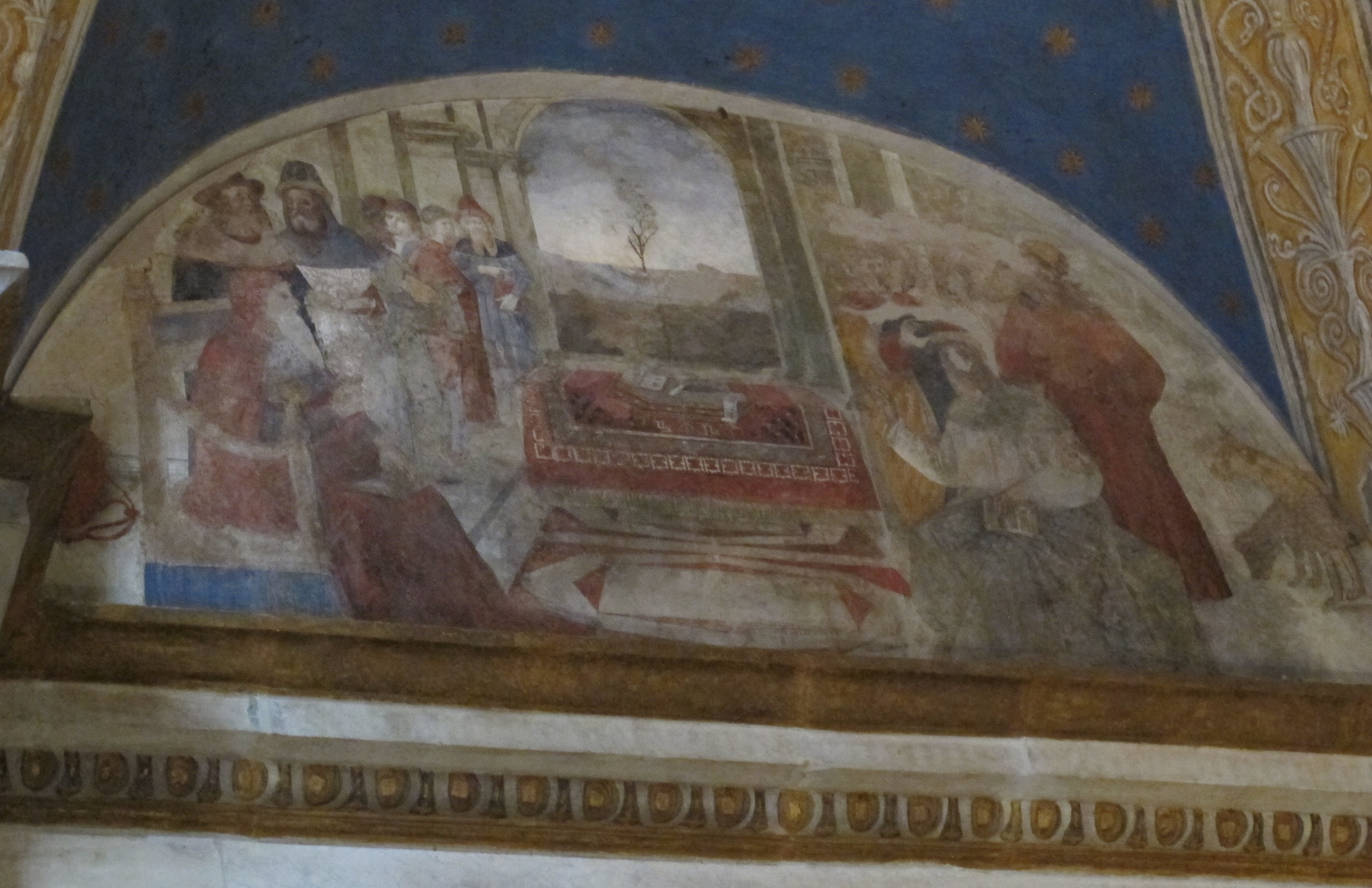
San Jerónimo debatiendo la virginidad perpetua de María con el hereje Helvidio (luneto)
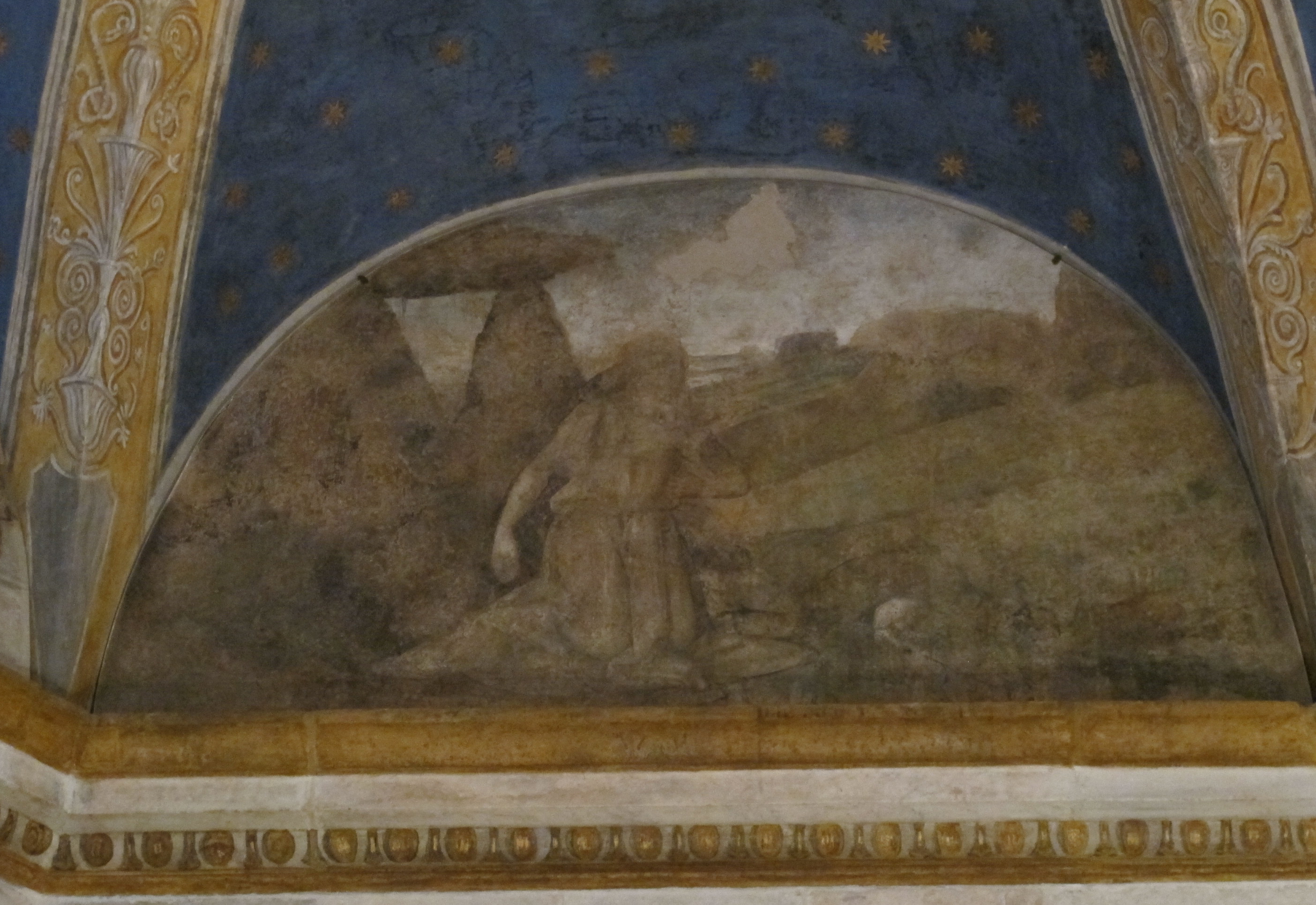
San Jerónimo en el desierto (luneto)
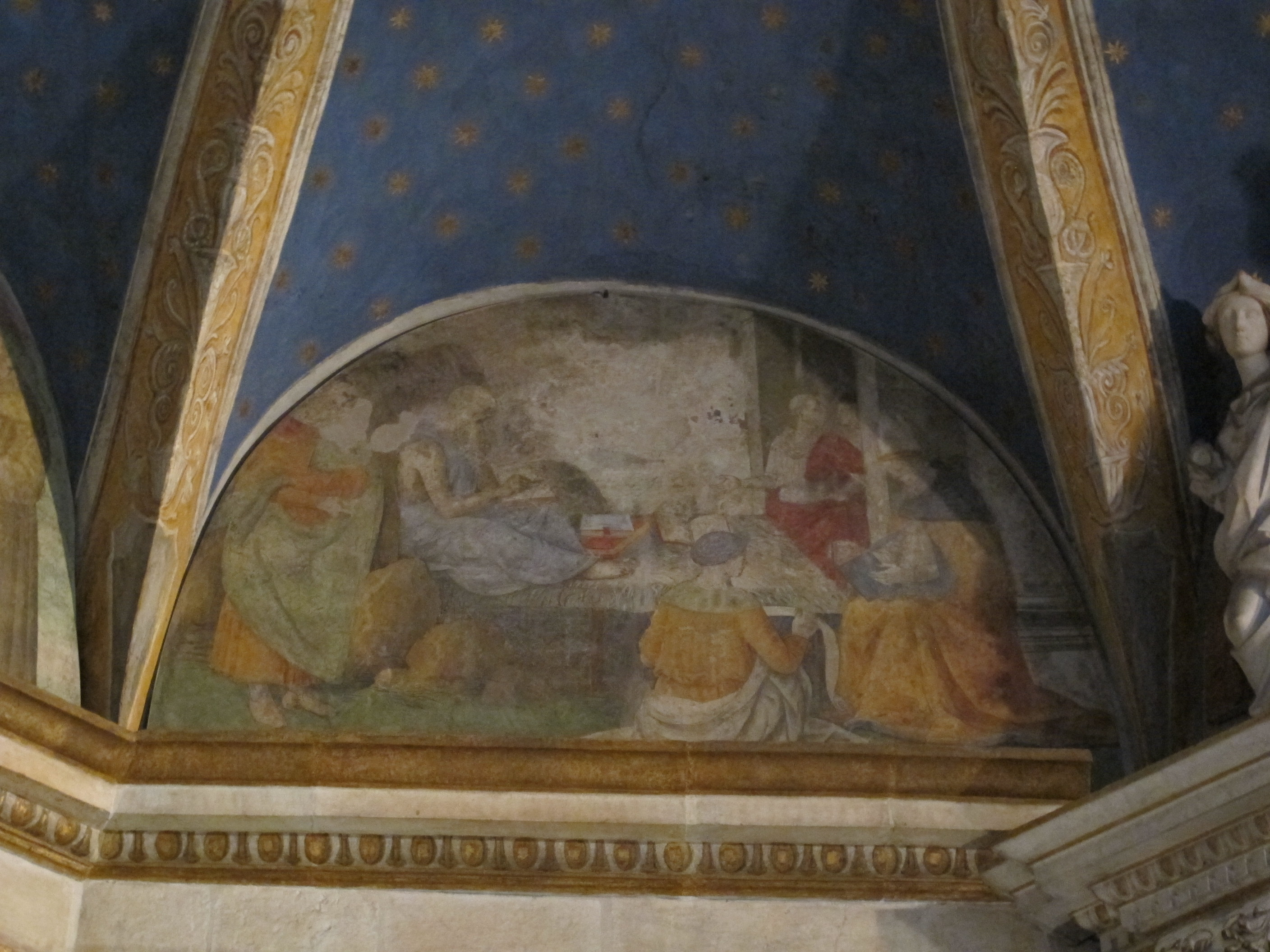
San Jerónimo en su estudio con San Agustín (luneto)
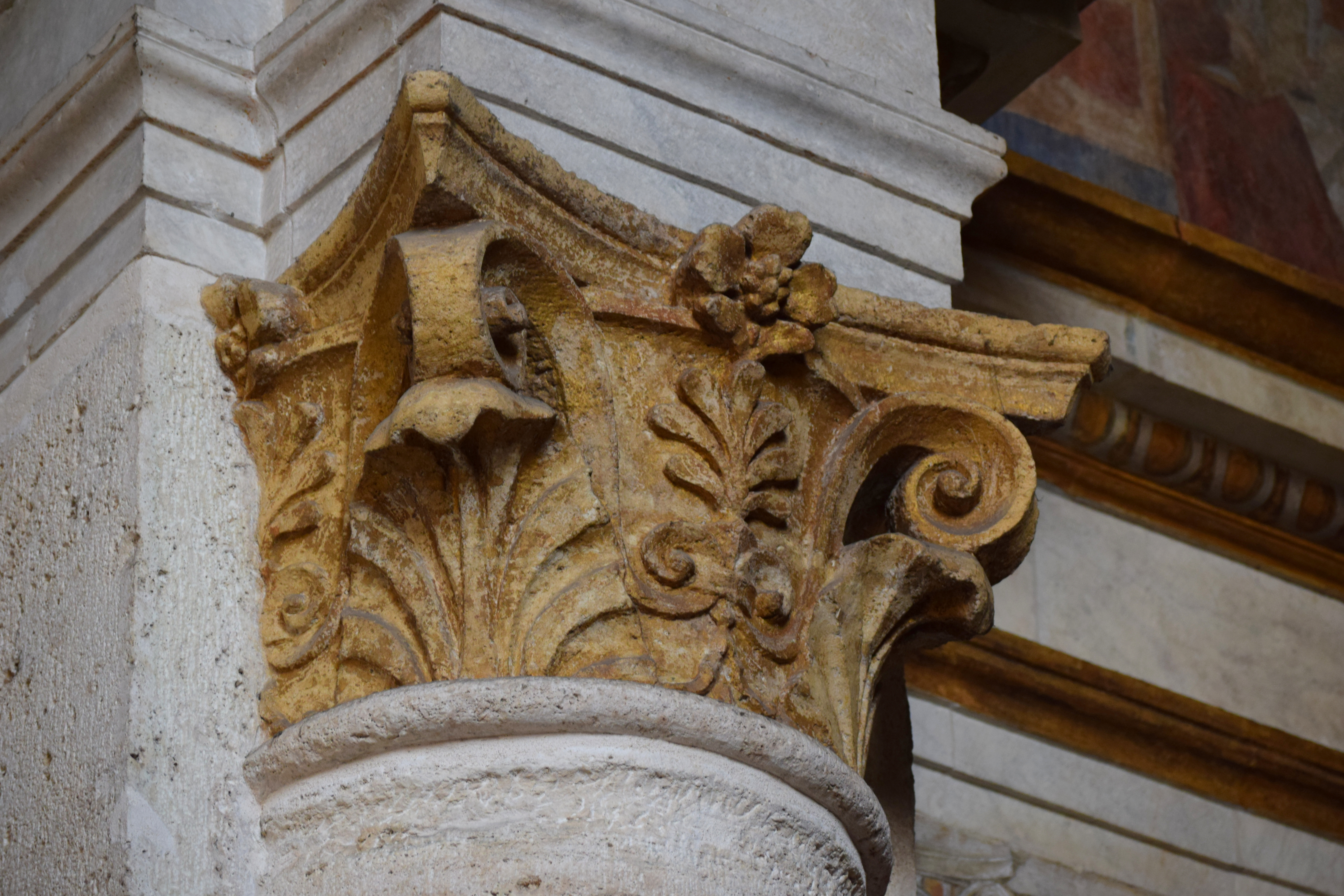
Capitel corintio
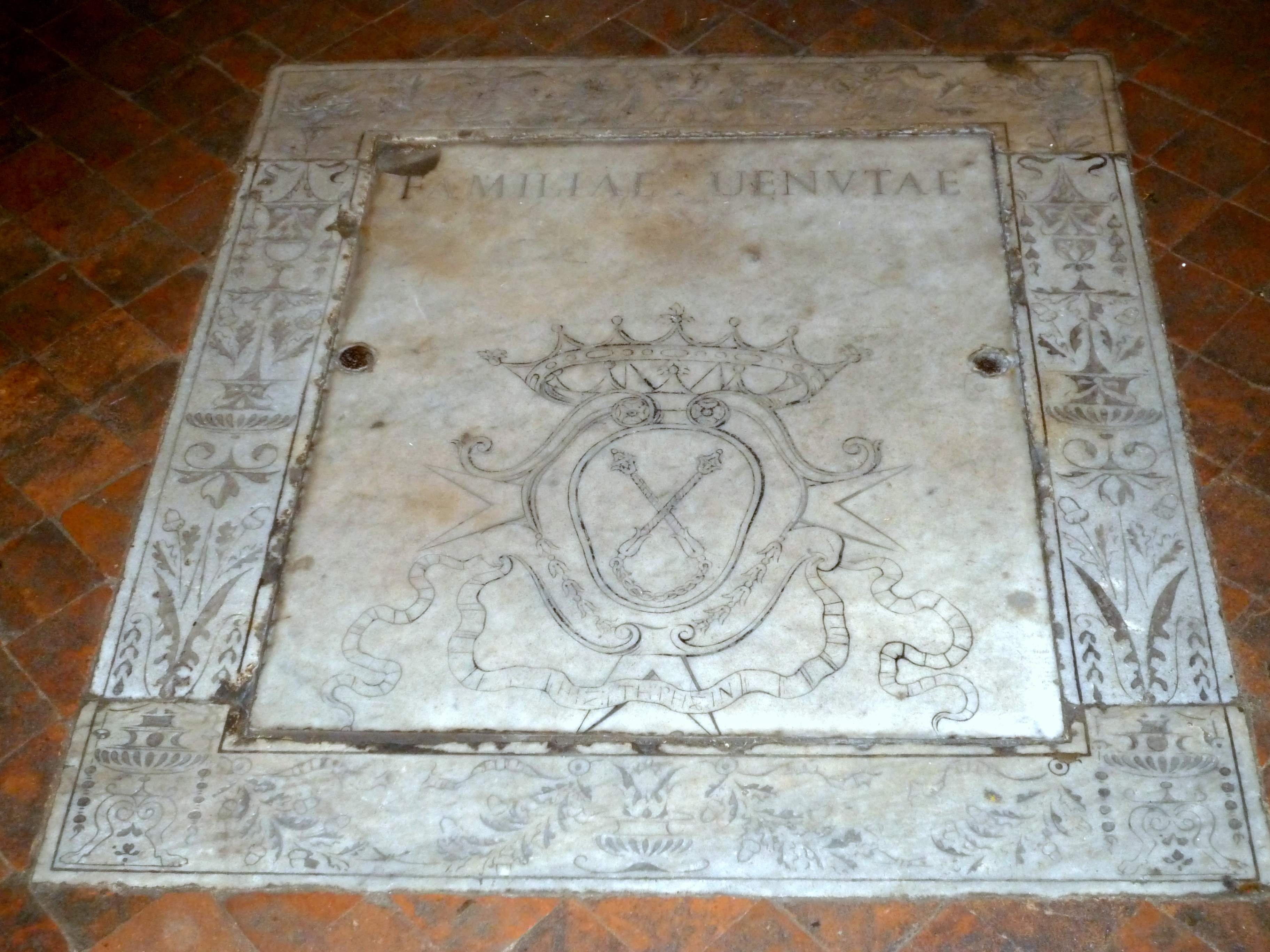
Lápida de la familia Venuta en el suelo